# Grant McCann
Grant McCann est un footballeur puis entraîneur nord-irlandais, né le 14 avril 1980 à Belfast. Il évolue au poste de milieu de terrain de la fin des années 1990 au milieu des années 2010.
Formé à West Ham, Grant McCann joue principalement en faveur des clubs de Cheltenham Town, du Scunthorpe FC, et de Peterborough FC.
Il compte 39 sélections en équipe nationale pour quatre buts inscrits.

## Biographie
Il dispute un total de 507 matchs au sein des championnats britanniques, inscrivant 86 buts.
Il joue notamment quatre matchs en Premier League (0 but), et 178 matchs en Championship (29 buts).
Grant McCann reçoit 40 sélections en équipe d'Irlande du Nord entre 2001 et 2012 (39 d'après certaines sources), inscrivant 4 buts.
Il joue son premier match en équipe nationale le 6 octobre 2001, contre Malte, dans le cadre des éliminatoires du mondial 2002 (victoire 0-1 à Attard).
Le 24 mars 2007, il inscrit son premier but avec l'Irlande du Nord, lors d'un match contre le Liechtenstein rentrant dans le cadre des éliminatoires de l'Euro 2008 (victoire 1-4 à Vaduz). Il inscrit son deuxième but le 15 octobre 2008, contre Saint-Marin, dans le cadre des éliminatoires du mondial 2010 (victoire 4-0 à Belfast). Son troisième but est marqué le 11 février 2009, contre cette même équipe, lors de ces mêmes éliminatoires (victoire 0-3 à Serravalle). Il marque son quatrième et dernier but le 12 août 2008, en amical contre Israël (match nul 1-1 à Belfast).
Il reçoit sa dernière sélection le 2 juin 2012, en amical contre les Pays-Bas (défaite 6-0 à Amsterdam).

### Carrière d'entraîneur
Il est brièvement l'entraîneur adjoint du Linfield FC en 2015.
En septembre 2015, il assure l'intérim à Peterborough, à la suite du limogeage de Dave Robertson. Il reprend ensuite son poste d'adjoint à Peterborough. En mai 2016, il devient l'entraîneur en chef de cette équipe, en remplacement de Graham Westley. Il signe un contrat de 4 saisons avec Peterborough. Il est renvoyé le 25 février 2018.

## Palmarès
- Vainqueur du Football League Trophy en 2014 avec Peterborough United